# Альфа-метилтриптамин
α-метилтриптамин, альфа-метил-триптамин, α-MT, AMT или IT-290 — синтетическое вещество семейства триптаминов. Класс психоактивного вещества -  энтактоген, по совместительству, особенно при высоких дозировках - психоделик. Представляет собой триптамин c метильной группой в альфа-позиции. 
Его отношение к триптамину такое же, как у α-метил-фенэтиламина к фенэтиламину. α-метилтриптамин близок по структуре к нейротрансмиттеру серотонину, что частично объясняет его механизм действия.
В 1960-е годы в Советском Союзе выпускался в качестве антидепрессанта под названием Индопан, в таблетках по 5-10 мг. Этим лекарством СССР опередил нынешние, современные и столь схожие обсуждения по поводу использования психоделиков и эмпатогенов в терапии психических расстройств. В основном, приписываемый класс вещества - эмпатоген. Подобно другим триптаминам, в увеличенных дозах производит психоделический и галлюциногенный эффект, наступающий в течение 2-3 часов после приема и длящийся 18-24 часа. Также действует как ингибитор моноаминоксидазы и как психостимулятор.
В США помещен в Список I наркотических и психотропных средств в 2003 году.
В России с 05 июня 2012 включён в перечень наркотических средств, психотропных веществ и их прекурсоров, подлежащих контролю в Российской Федерации.

## Химия
α-метилтриптамин представляет собой триптамин с метилом заместителем у альфа-углерода. Эта альфа-замена делает его относительно плохим субстратом для моноаминоксидазы A, тем самым продлевая период полужизниα-метилтриптамин, позволяя ему достигать мозга и проникать в центральную нервную систему. Его химическое родство с триптамином аналогично химическому отношению между амфетамином и фенэтиламином, где амфетамин является α-метилфенэтиламином. α-метилтриптамин тесно связан с нейротрансмиттером серотонином (5-гидрокситриптамином), что частично объясняет его механизм действия.

## Синтез
Синтез α-метилтриптамин  может осуществляться несколькими различными путями, двумя наиболее широко известными из которых являются конденсация нитроальдола между индол-3-карбоксальдегидом и нитроэтаном при катализе ацетатом аммония и конденсация между индол-3-ацетон и гидроксиламин с последующим восстановлением полученного кетоксима алюмогидридом лития.

## Фармакология
α-метилтриптамин действует как относительно сбалансированный ингибитор обратного захвата и высвобождающий агент из трех основных моноаминов ; серотонин, норэпинефрин и дофамин, и в качестве неселективного агониста серотониновых рецепторов .
Принято считать психоделический эффект АМТ результатом действия вещества на 5HT2A, как частичного агониста.

#### Метаболизм
2-оксо-αMT, 6-гидрокси-αMT, 7-гидрокси-αMT и 1'-гидрокси-α-метилтриптамин были обнаружены в качестве метаболитов α-метилтриптамина у самцов крыс.

## Дозировка и эффекты
Под торговым наименованием Indopan 5-10 миллиграммов АМТ использовали в качестве антидепрессанта.
При приеме 20–30 миллиграммов эйфория, эмпатия психоделические эффекты становятся очевидными и могут длиться до 12+ часов.. Большинство употребивших согласились, что АМТ имеет сильные галлюциногенные качества.
Доза, превышающая 40 мг АМТ, обычно считается сильной. В редких случаях или в экстремальных дозах продолжительность воздействия может превышать 24 часа. Пользователи сообщают, что α-метилтриптамин в своей freebase форме курится в дозировках от 2 до 5 миллиграммов.
Сообщенные побочные эффекты включают беспокойство, беспокойство, напряжение мышц, сжатие челюсти, расширение зрачка, тахикардию, головные боли, тошнота и рвота, среди других эффектов, которые обычно можно отнести к ЛСД, псилоцибин, ДМТ и МДМА, такие как визуальные эффекты с открытыми глазами, визуальные эффекты с закрытыми глазами, а также измененное состояние сознания.
Опыт рекреационного употребления αMT обычно сравнивается с таковым от первого употребления МДМА (naive users), особенно в обычных (10-30мг) дозировках. Психоделическая часть воздействия αMT не так очевидна, как в случае с другими веществами класса триптаминов, или например классическими психоделиками. Основной эффект вещества в организме человека производится на выброс серотонина, в меньшей степени дофамина, что объясняет описания употребивших αMT. АМТ в первую очередь является энтактогеном, и лишь потом психоделиком в привычном понятии. Класс триптаминов очень широк, и невозможно свести психоактивный эффект каждого из триптаминов к какому либо общему опыту. Любые изменения структуры вещества приводят к сильнейшим изменениям оказываемого на сознание человека воздействия.
Как и многие другие агенты, высвобождающие серотонин, аналог α-этилтриптамина (αET) αMT, как было показано, в очень высоких дозах вызывает длительную серотонинергическую нейротоксичность. Возможно, что αMT вызывает такую же нейротоксичность, однако подтверждений этому нет. Некоторые серотонинергики не вызывают нейротоксичность, например MMDA. 
Важно рассматривать конкретно данное вещество в контексте нейротоксичности, так как отличия между ними крайне высоки.
Нейротоксичность обычно также присоединена к нескольким факторам: дозировка, частота использования, долгота использования, индивидуальная чувствительность к препарату, интерактивность с другими препаратами, температура окружающего пространства, температура тела. Не стоит допускать перегревов тела, это может привести к появлению нейротоксичности.
Площадка Erowid получала неподтвержденные сообщения, что якобы в связи с употреблением АМТ некоторое количество человек подверглось госпитализации (при сообщенных дозировках свыше 60 мг, перорально). Эти дозировки сильно уходят за пределы допустимых с АМТ. Также с АМТ связаны 22 смерти в Британии и Уэльсе, когда вещество стало популярным в 2012. Что конкретно случилось с этими людьми, к сожалению, неизвестно. Стоит относиться к этой информации с повышенной настороженностью. Смерти могут вполне быть связаны с суицидом, либо другим опасным поведением.
Оба факта не могут быть абсолютно точными (не доказано научным сообществом): рассчитанная программой LD50 для АМТ в случае человека составляет 80мг/кг, также есть риск существования нейротоксичности, шанс - 0.65 из 1.

## Законность
В мире
По состоянию на 2014 год АМТ не попадало под международные запреты или ограничения. Многие страны запретили распоряжение АМТ, так как вещество рассматривается как аналогичное запрещённым триптаминам.
Канада
В запрещающих законах Канады нет ничего о АМТ. Скорее всего, вещество считается легальным.

#### США
Управление по борьбе с наркотиками (DEA) временно включило α-метилтриптамин в список I Закона о контролируемых веществах (CSA) 4 апреля 2003 года в соответствии с положениями временного расписания CSA (68 FR16427). 29 сентября 2004 г. α-метилтриптамин находился под постоянным контролем как вещество из списка I согласно CSA (69FR 58050).

#### Швеция
Sveriges riksdags министерство здравоохранения Statens folkhälsoinstitut классифицировал α-метилтриптамин как «опасный для здоровья» в соответствии с законом Lagen om förbud mot vissa hälsofarliga varor (переведенный Закон о запрещении определенных товаров, опасных для здоровья) с 1 марта 2005 г. в своем постановлении SFS 2005: 26 указано как альфа-метилтриптамин (AMT), что делает незаконным его продажу или владение.

#### Литва
В Литве α-метилтриптамин (2012 г.)контролируется как производное триптамина, включенное в 1-й список наркотических средств и психотропных веществ. использование которых запрещено в медицинских целях.